# Amitábh Baccsan
Amitábh Baccsan (IPA: [əmitɑːbʱ bətʃtʃən]; dévanágari írással: अमिताभ बच्चन, urduul: امیتابھ بچن, angolos átírásban: Amitabh Bachchan) (Prajágrádzs, 1942. október 11. –) indiai filmszínész, az indiai filmipar egyik legnagyobb, legnépszerűbb alakja. Fia, Abhisek Baccsan szintén színész.

## Filmjei
| Filmek                                    |                                                                   |
| Happy New Year (2007)                     | Khargoosh                                                         |
| Ganga (2007)                              |                                                                   |
| Sholay (2007)                             | Gabbar Singh                                                      |
| Om Shanti Om (2007)                       |                                                                   |
| Nishabd (2006)                            |                                                                   |
| Cheeni Kum (2006)                         |                                                                   |
| Exclusion (2006)                          |                                                                   |
| Baiju Aur Tansen (2006)                   | Tansen                                                            |
| God Tussi Great Ho (2006)                 |                                                                   |
| Shootout at Lokhandwala (2006)            |                                                                   |
| Eklavya: The Royal Guard (2006)           | Eklavya                                                           |
| Struggler (2006)                          |                                                                   |
| Zamaanat (2006)                           | Shiv Shankar                                                      |
| Baabul (2006)                             | Balraj Kapoor                                                     |
| Kabhi Alvida Naa Kehna (2006)             | Samarjit Singh Talwar                                             |
| Darna Zaroori Hai (2006)                  | Professor                                                         |
| Family – Ties of Blood (2006)             | Viren Sahi                                                        |
| Amrithadhaare (Kannada) (2005)            | Amitábh Baccsan (önmaga)                                          |
| Ek Ajnabee (2005)                         | Suryaveer Singh                                                   |
| Dil Jo Bhi Kahey… (2005)                  | Shekhar Sinha                                                     |
| Viruddh… Family Comes First (2005)        | Vidhyadar Ramkrishna Patwardhan                                   |
| Parineeta (2005)                          | Narrator                                                          |
| Sarkar (2005)                             | Subhash Nagre/"Sarkar"                                            |
| Paheli (2005)                             | The Shepherd                                                      |
| Ramji Londonwale (2005)                   | Amitábh Baccsan (önmaga)                                          |
| Bunty aur Babli (2005)                    | D.C.P. Dashrath Singh                                             |
| Waqt: The Race Against Time (2005)        | Ishwarchand Thakur                                                |
| Black (2005)                              | Debraj Sahai                                                      |
| Khakee (2004)                             | D.C.P. Anant Kumar Shrivastav                                     |
| Aetbaar (2004)                            | Dr. Ranveer Malhotra                                              |
| Rudraksh (2004)                           | Narrator                                                          |
| Insaaf: The Justice (2004)                | Narrator                                                          |
| Dev (2004)                                | D.C.P. Dev Pratap Singh                                           |
| Lakszja (2004)                            | Col. Sunil Damle                                                  |
| Deewaar (2004)                            | Maj. Ranvir Kaul                                                  |
| Kyun…! Ho Gaya Na (2004)                  | Raj Chauhan                                                       |
| Hum Kaun Hai? (2004)                      | Dual role (Major Frank John Williams & Frank James Williams)      |
| Vír-zára (2004)                           | Chaudhary Sumer Singh                                             |
| Ab Tumhare Hawale Watan Saathiyo (2004)   | Major General Amarjeet Singh                                      |
| Fun2shh (2003)                            | Narrator                                                          |
| Baghban (2003)                            | Raj Malhotra                                                      |
| Boom (2003)                               | Bade Mia                                                          |
| Mumbai Se Aaya Mera Dost (2003)           | Narrator                                                          |
| Armaan (2003)                             | Dr Siddharth Sinha                                                |
| Khushi (2003)                             | Narrator                                                          |
| Kaante (2002)                             | Yashvardhan Rampal/"Major"                                        |
| Agnivarsha (2002)                         | Indra (God)                                                       |
| Hum Kisise Kum Nahi (2002)                | Dr Rastogi                                                        |
| Aankhen (2002)                            | Vijay Singh Rajput                                                |
| Lagán (2001)                              | Narrator                                                          |
| Kabhi Khushi Kabhie Gham (2001)           | Yashvordhan "Yash" Raichand                                       |
| Aks (2001)                                | Inspector Manu Verma/Raghvan                                      |
| Ek Rishta – The Bond of Love (2001)       | Vijay Kapoor                                                      |
| Mohabbatein (2000)                        | Narayan Shankar                                                   |
| Kohram (1999)                             | Colonel Balbir Singh Sodi, also known as Devraj Hathoda/Dada Bhai |
| Hindustan Ki Kasam (1999)                 | Kabeera                                                           |
| Hello Brother (1999)                      | Voice of God                                                      |
| Sooryavansham (1999)                      | Dual role (Thakur Bhanu Pratap Singh & Heera Singh)               |
| Lal Baadshah (1999)                       | Dual role (Lal "Baadshah" Singh & Ranbhir Singh)                  |
| Bade Miyan Chhote Miyan (1998)            | Dual role (Inspector Arjun Singh & Bade Miyan)                    |
| Major Saab (1998)                         | Major Jasbir Singh Rana                                           |
| Mrityudata (1997)                         | Dr Ram Prasad Ghayal                                              |
| Tere Mere Sapne (1996)                    | Narrator                                                          |
| Insaniyat (1994)                          | Inspector Amar                                                    |
| Khuda Gawah (1992)                        | Baadshah Khan                                                     |
| Indrajeet (1991)                          | Indrajeet                                                         |
| Hum (1991)                                | Tiger/Shekhar                                                     |
| Akayla (1991)                             | Inspector Vijay Verma                                             |
| Ajooba (1991)                             | Ajooba/Ali                                                        |
| Krodh (1990)                              | Guest appearance as himself                                       |
| Agneepath (1990)                          | Vijay Dinanath Chauhan                                            |
| Aaj Ka Arjun (1990)                       | Bheema                                                            |
| Toofan (1989)                             | Dual role (Toofan & Shyam)                                        |
| Main Azaad Hoon (1989)                    | Azaad                                                             |
| Jaadugar (1989)                           | Goga/Gogeshwar                                                    |
| Soorma Bhopali (1988)                     | (Guest appearance)                                                |
| Shahenshah (1988)                         | Inspector Vijay Kumar Srivastav/Shahenshah                        |
| Kaun Jeeta Kaun Haara (1988)              | Guest appearance as himself                                       |
| Ganga Jamuna Saraswati (1988)             | Ganga Prasad                                                      |
| Hero Hiralal (1988)                       | Special appearance as himself                                     |
| Jalwa (1987)                              | Special appearance as himself                                     |
| Ek Ruka Hua Faisla (1986)                 | (Guest appearance)                                                |
| Aakhree Raasta (1986)                     | Dual role (David/Vijay)                                           |
| Naya Bakra (1985)                         | Guest appearance as himself                                       |
| Mard (1985)                               | Raju "Mard" Tangewala                                             |
| Giraftaar (Guest) (1985)                  | Inspector Karan Kumar Khanna                                      |
| Sharaabi (1984)                           | Vicky Kapoor                                                      |
| Inquilaab (1984)                          | Amarnath                                                          |
| Nastik (1983)                             | Shankar (Sheru)/Bhola                                             |
| Pukar (1983)                              | Ramdas/Ronnie                                                     |
| Mahaan (1983)                             | Triple role (Amit/Rana Ranveer, Guru, & Inspector Shankar)        |
| Coolie (1983)                             | Iqbal                                                             |
| Andhaa Kanoon (guest) (1983)              | Jan Nissar Akhtar Khan (guest appearance)                         |
| Shakti (1982)                             | Vijay Kumar                                                       |
| Satte Pe Satta (1982)                     | Dual role (Ravi Anand/Babu)                                       |
| Namak Halaal (1982)                       | Arjun Singh                                                       |
| Khud-daar (1982)                          | Govind Srivastav/Chotu Ustad                                      |
| Desh Premee (1982)                        | Dual role (Master Dinanath & Raju)                                |
| Bemisaal (1982)                           | Dual role (Dr. Sudhir Roy & Adhir Roy)                            |
| Yaraana (1981)                            | Kishan Kumar                                                      |
| Silsila (1981)                            | Amit Malhotra                                                     |
| Naseeb (1981)                             | John, Jaani, Janardhan                                            |
| Lawaaris (1981)                           | Heera                                                             |
| Vilayati Babu (special appearance) (1981) | Jagga (special appearance)                                        |
| Kaalia (1981)                             | Kallu/Kaalia                                                      |
| Barsaat Ki Ek Raat (1981)                 | ACP Abhijeet Rai                                                  |
| Commander (Guest) (1981)                  | Guest appearance                                                  |
| Chashme Buddoor (guest) (1981)            | Guest appearance                                                  |
| Shaan (1980)                              | Vijay Kumar                                                       |
| Ram Balraam (1980)                        | Inspector Balram Singh                                            |
| Dostaana (1980)                           | Vijay Varma                                                       |
| Do aur Do Panch (1980)                    | Vijay/Ram                                                         |
| Cinema Cinema (1979)                      |                                                                   |
| Suhaag (1979)                             | Amit Kapoor                                                       |
| Mr. Natwarlal (1979)                      | Natwar Lal/Avtar Singh                                            |
| Manzil (1979)                             | Ajay Chandra                                                      |
| Kaala Patthar (1979)                      | Vijay Pal Singh                                                   |
| Jurmaana (1979)                           | Inder Saxena                                                      |
| The Great Gambler (1979)                  | Dual role (Jay & Inspector Vijay)                                 |
| Gol Maal (1979)                           | Guest appearance as himself                                       |
| Muqaddar Ka Sikandar (1978)               | Sikandar                                                          |
| Trishul (1978)                            | Vijay Kumar                                                       |
| Kasme Vaade (1978)                        | Dual role (Amit & Shankar)                                        |
| Ganga Ki Saugandh (1978)                  | Jeeva                                                             |
| Don (1978)                                | Dual role (Don/Vijay)                                             |
| Besharam (1978)                           | Ram Kumar Chandra/Prince Chandrashekar                            |
| Shatranj Ke Khilari (1977)                | Narrator                                                          |
| Parvarish (1977)                          | Amit                                                              |
| Khoon Paseena (1977)                      | Shiva/Tiger                                                       |
| Imaan Dharam (1977)                       | Ahmed Raza                                                        |
| Amar Akbar Anthony (1977)                 | Anthony Gonzalves                                                 |
| Alaap (1977)                              | Alok Prasad                                                       |
| Charandas (special appearance) (1977)     | Qawwali singer (special appearance)                               |
| Adalat (1976)                             | Dual role (Dharma/Thakur Dharam Chand & Raju)                     |
| Hera Pheri (1976)                         | Vijay                                                             |
| Kabhie Kabhie (1976)                      | Amit Malhotra                                                     |
| Do Anjaane (1976)                         | Amit Roy/Naresh Dutt                                              |
| Sholay (1975)                             | Jai (Jaidev)                                                      |
| Mili (1975)                               | Shekhar Dayal                                                     |
| Zameer (1975)                             | Baadal/Chimpoo                                                    |
| Faraar (1975)                             | Rajesh (Raj)                                                      |
| Deewar (1975)                             | Vijay Verma                                                       |
| Chupke Chupke (1975)                      | Professor Sukumar Sinha/Parimal Tripathi                          |
| Kunwara Baap (guest) (1974)               | as himself (guest appearance)                                     |
| Roti Kapda aur Makaan (1974)              | Vijay                                                             |
| Majboor (1974)                            | Ravi Khanna                                                       |
| Kasauti (1974)                            | Amitabh Sharma (Amit)                                             |
| Dost (guest) (1974)                       | Anand (guest appearance)                                          |
| Benaam (1974)                             | Amit Srivastav                                                    |
| Bada Kabutar (guest) (1973)               | Guest appearance                                                  |
| Zanjeer (1973)                            | Inspector Vijay Khanna                                            |
| Saudagar (1973)                           | Mothi                                                             |
| Namak Haram (1973)                        | Vikram (Vicky)                                                    |
| Gehri Chaal (1973)                        | Ratan                                                             |
| Baandhe Haath (1973)                      | Dual role (Shyamu & Deepak)                                       |
| Abhimaan (1973)                           | Subir Kumar (Beeru)                                               |
| Raaste Ka Patthar (1972)                  | Jai Shankar Rai                                                   |
| Bawarchi (Guest) (1972)                   | Narrator                                                          |
| Jaban (1972)                              |                                                                   |
| Ek Nazar (1972)                           | Manmohan Akash Tyagi                                              |
| Bombay to Goa (1972)                      | Ravi Kumar                                                        |
| Bansi Birju (1972)                        | Birju                                                             |
| Piya Ka Ghar (Guest) (1971)               | Guest appearance                                                  |
| Reshma Aur Shera (1971)                   | Chotu                                                             |
| Sanjog (1971)                             | Mohan                                                             |
| Parwaana (1971)                           | Kumar Sen                                                         |
| Pyar Ki Kahani (1971)                     | Ram Chandra                                                       |
| Guddi (1971)                              | as himself; guest appearance                                      |
| Anand (1970)                              | Dr Bhaskar K. Bannerjee/Babu Moshai                               |
| Bhuvan Shome (1969)                       | Narrator, also known as Mr Shome                                  |
| Saat Hindustani (1969)                    | Anwar Ali Anwar                                                   |